# チチメカ族

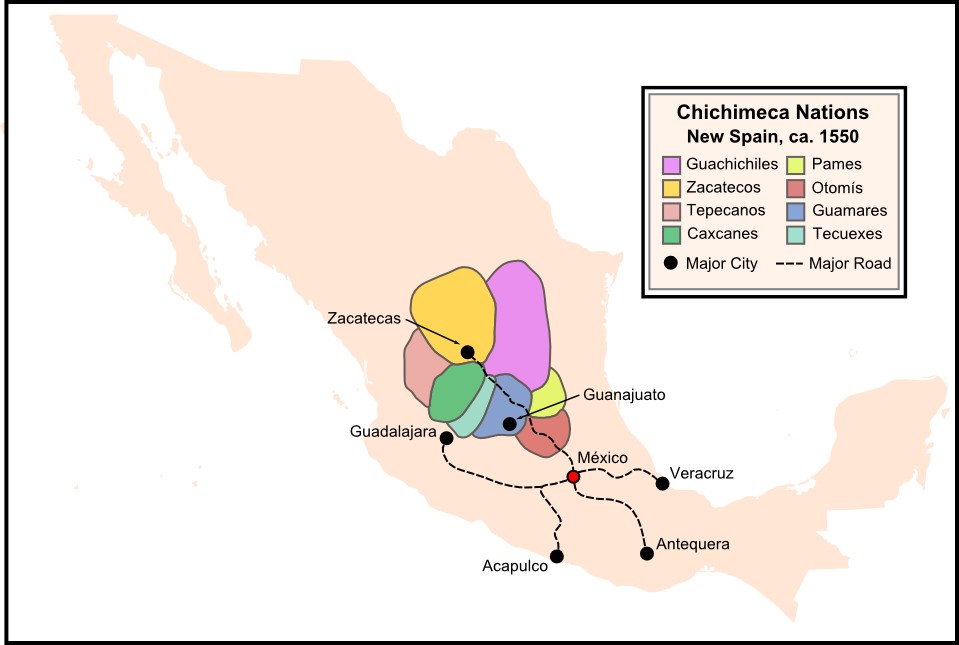
16世紀半ばごろのチチメカ諸民族の分布

チチメカ族（Chichimeca）はメキシコ北部に住んでいた遊牧民的な諸民族をいう。
「チチメカ」とはナワトル語で「乳を飲ませる」という意味の語に由来し、新しくやってきた人々の意味と考えられている。よく言われる「犬」「ぼろ布」などに由来するというのは俗説にすぎない。一説にはナワトル語ではなく、本来のチチメカの言語で「鷲」を意味するともいう。
チチメカとはメキシコ北部（アリドアメリカ）に住んでいたすべての人を指すのであり、特定の民族をいうわけではない。具体的にはオトミ族、パメ族、グァチチル族、サカテコ族、グァマレ族などを含んでいた。遊牧民的で、弓矢を狩猟の道具および武器として用いる。原始的な草葺きの家や洞穴に住んで、農業を知らず、太陽・月・星を崇拝する。
アステカとトラスカラは、自分たち自身を本来北方のチチメカ出身と考えていた。また、アステカ以前に中央メキシコを支配していたと考えられていた伝説的なトルテカについても、北からやってきたチチメカとメキシコ湾岸の職人であるノノアルカの協力で作られたと伝えられる。
チチメカは16世紀のスペインによる植民地化の際に、40年間に渡って戦った。チチメカ戦争を参照。
16世紀の『ヌエバ・エスパーニャ諸事物概史』（スペイン語原題: Historia general de las cosas de Nueva España）には、チチメカ族は幻覚を伴う陶酔を起こすサボテンのペヨーテを常日頃食べているために、彼らはとても強く、勇気があり、そしてまた、そのために彼らはあらゆる危険から守護されると信じている、と記されている。